# Roromaraugi
Un roromaraugi est une massue-bouclier de parade de l'île San Cristobal dans les îles Salomon.

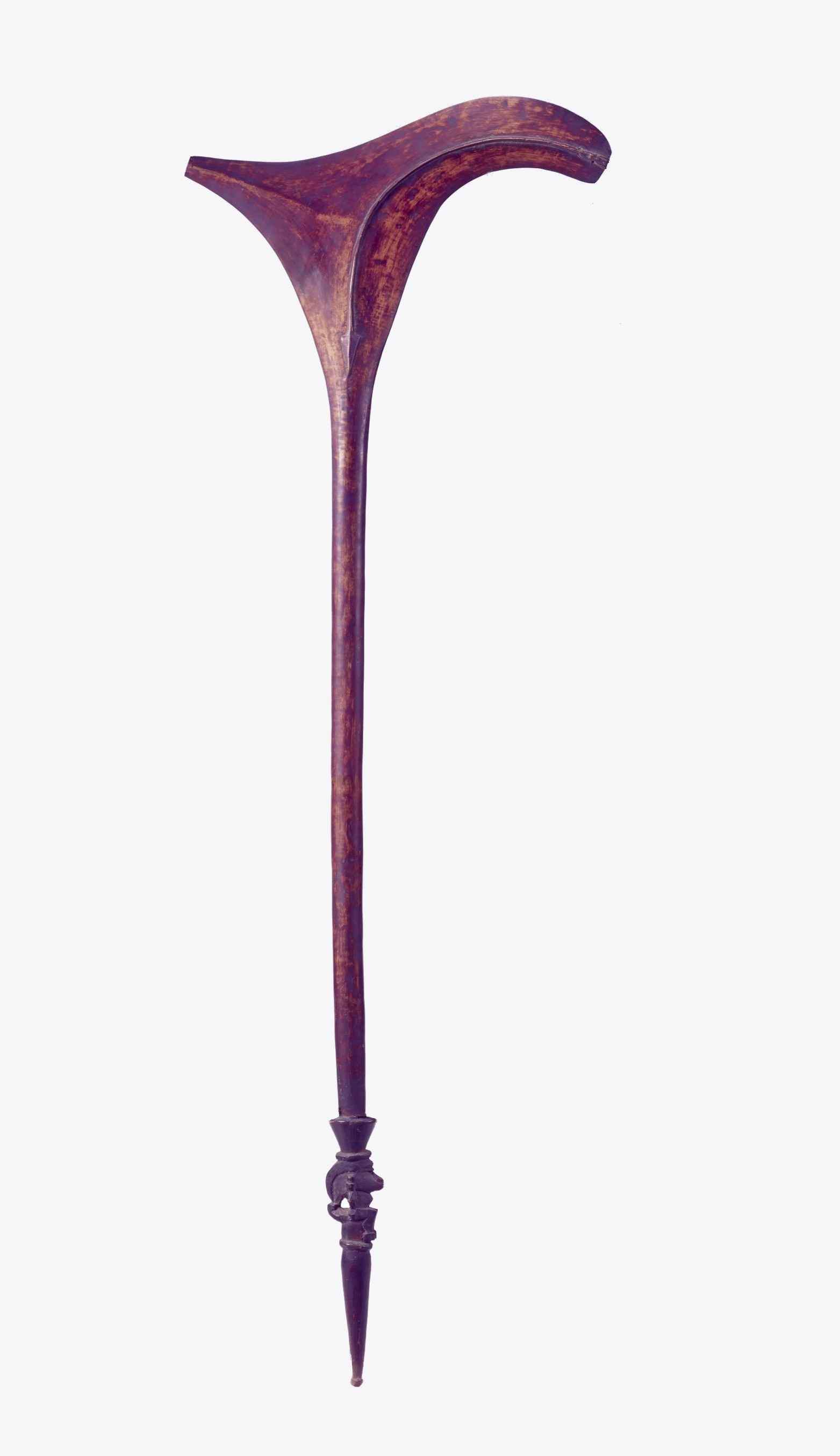
Roromaraugi

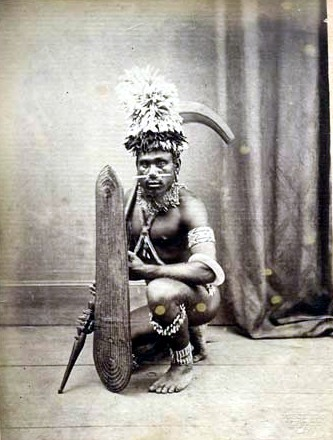
Guerrier tenant un roromaraugi dans sa main droite

## Caractéristiques
Il était utilisé pour dévier les traits de l'ennemi. Il possède une tête à forme de large bec ou en forme de boomerang ou de serpe qui est séparée par une arête centrale bien marquée et possède un ergot à l’arrière. Le manche est souvent terminé par une sculpture anthropomorphe et le tout est fait dans du bois très dur. Il était aussi utilisé lors de danses guerrières et mesure plus ou moins 150 cm. Il ne doit pas être confondu avec le qauata qui lui ne possède pas d'ergot et ressemble à une feuille.